# Завичајни музеј Јагодина
Завичајни музеј Јагодина је израстао у значајну установу културе у Јагодини, а и целом Поморављу, која прикупља на десетине хиљада вредних предмета природњачког, археолошког, историјског, етнолошког и уметничког карактера, од којих је због недостатка простора изложен само мањи део.
Трајно је решен и проблем смештаја Музеја у згради бившег Соколског дома саграђеног 1935. године, која и сама представља споменик културе. То је омогућило да се постави стална изложба експоната и сваком посетиоцу се пружа јединствена прилика да на једном месту сазна о вековним токовима живота и рада на овим просторима. На плацу где је подигнут Соколски дом се пре тога налазила кућа угледног Јагодинца, Стевана Стевче Михајловића, који је био један од тутора младог кнеза Милана Обреновића.
Завичајни музеј Јагодина је музеј комплексног типа и организује и тематске изложбе, а самостално или у сарадњи са другим установама припрема и штампа вредне публикације. Сем тога је развијен и педагошки и истраживачки рад.

## Историјат
Завичајни музеј Јагодина основан је 30. септембра 1954. године, од збирки старина коју је наставник историје Душан Вукићевић Дуја годинама сакупљао при Учитељској школи, а основала га је Општина Јагодина. 
Током наредних двадесетак година мала музејска установа постала је најважнија заштитарска служба у Поморављу и израсла у музеј комплексног типа, опредељен изучавању и заштити културних добара на градском, завичајном и регионалном нивоу. 
Нарастање музејских фондова и свеукупна афирмација музејске делатности крунисани су смештањем Музеја у бивши Соколски дом саграђен 1935. године, по пројекту архитекте Момира Коруновића, који је 1987. године стављен под заштиту државе као споменик културе. 
С обзиром на обим прикупљене грађе, њен значај и стручне и научне резултате остварене у истраживању прошлости и културе града Јагодине и Поморавља, Музеј од 1995. године има регионалну надлежност над територијом града Јагодина и општина Деспотовац, Свилајнац и Рековац.
Завичајни музеј Јагодина данас чини пет одељења: Природњачко, Археолошко, Историјско, Етнолошко и Уметничко, као и пет помоћних служби: Служба за просветно педагошки рад, дизајн и комуникацију, Служба за документацију са фотослужбом и библиотеком, Служба за конзервацију и рестаурацију, Правно-административна служба и Служба помоћних и техничких послова.
У музејским фондовима се налази преко 50 збирки, а највише се истичу збирке неолитске пластике, чувене у свету, збирка стакла (јер је прва српска фабрика уопште била јагодинска Стаклара, од 1846. године), збирка нумизматике, легати академских сликара XIX и XX века, као и низ јединствених експоната из средњовековног периода.